# Fährstraße 26 (Stralsund)

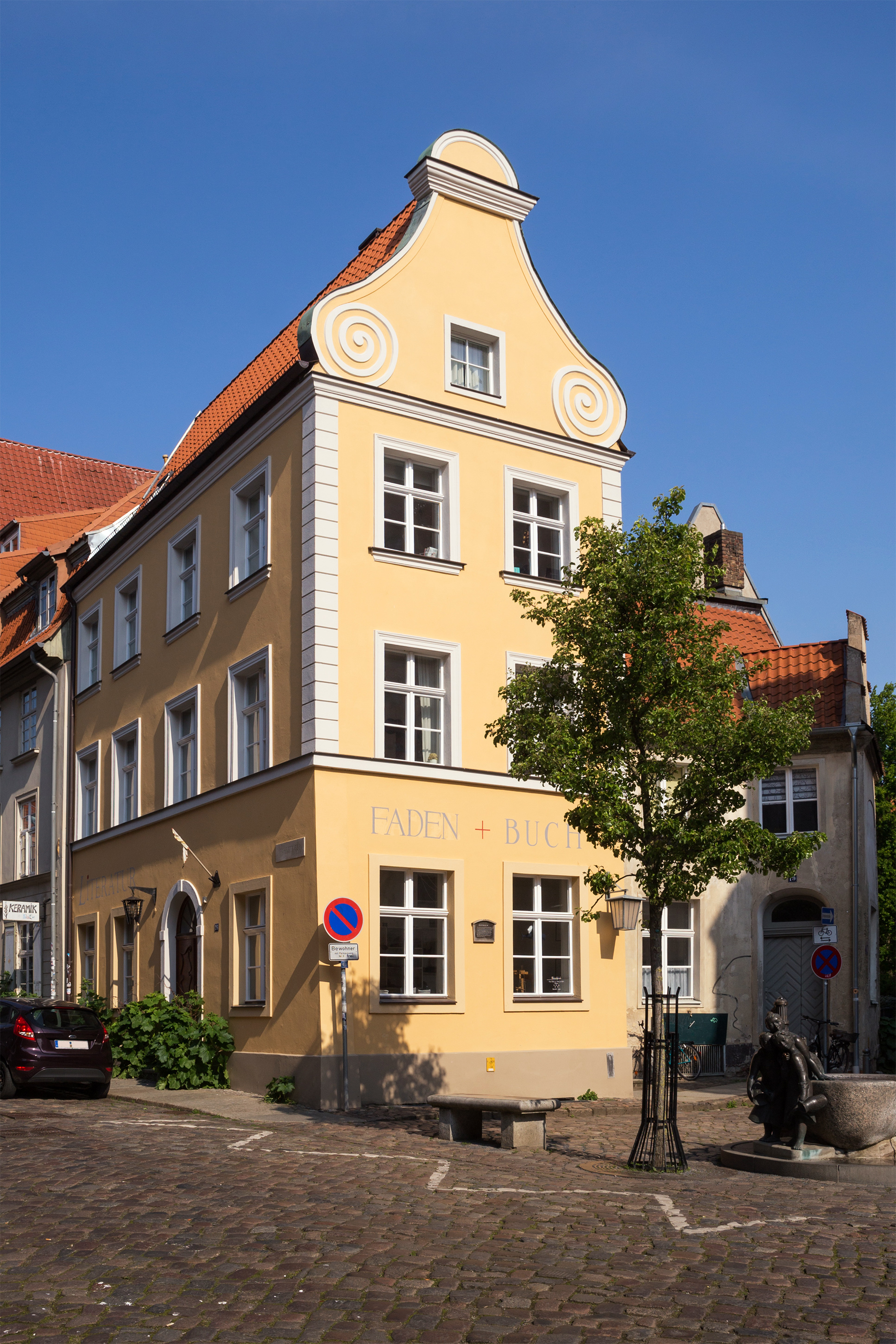
Das Haus Fährstraße 26 in Stralsund (2019)

Das Gebäude mit der postalischen Adresse Fährstraße 26 ist ein denkmalgeschütztes Bauwerk in der Fährstraße in Stralsund, am Übergang zur Schillstraße.
Der dreigeschossige Putzbau ist im Kern mittelalterlich. In der ersten Hälfte des 18. Jahrhunderts wurde es umgebaut; dabei erhielt es auch den zum Hafen weisenden Volutengiebel, den es allerdings im 19. Jahrhundert wieder verlor.
Bei einer umfangreichen Sanierung des bis dahin baufälligen Hauses durch polnische Bauleute von Juli 1970 bis Mai 1971 wurde unter Verwendung brauchbarer Bestandteile das Haus neu aufgebaut. An diese Rekonstruktion erinnert ein hölzernes Schild an der Giebelseite.
Das Haus liegt im Kerngebiet des von der UNESCO als Weltkulturerbe anerkannten Stadtgebietes des Kulturgutes „Historische Altstädte Stralsund und Wismar“. In die Liste der Baudenkmale in Stralsund ist es mit der Nummer 177 eingetragen.